# 機能性構音障害
機能性構音障害（きのうせいこうおんしょうがい、functional articulation disorder）とは、構音障害の一種。
はっきりとした原因が見当たらないにもかかわらず、現実の構音に誤りが見られる場合を言う。詳しくは、人体構造的、生理機能的、神経学的に明らかな原因が認められない、標準的語音から逸脱した語音の産生を言う。言えない音があるからと言って構音障害であるということはなく、機能性構音障害は年齢、知的発達、運動発達、成育環境などから総合的に判断される。
幼児に見られる種類は、音の置換、省略、側音化構音、声門破裂音、鼻咽腔構音、口蓋化構音などさまざまである。
成人に見られるものは、側音化構音がもっとも多く、次いでさ行とら行の構音操作不良、口蓋化構音と続き、声門破裂音、鼻咽腔構音はまれで、音の置換、省略はほとんど見られない。

## 種類
音の置換
目的音を別の音と混同しているもの。たとえば、「メガネ」を「メダネ」という場合。
省略
発音の一部が脱落するもの。音節の中の子音がしっかりと発音されず母音に聞こえる誤りとして、ラ行音の「ラッパ」が「アッパ」と、「べんり」が「べんい」と、「ころす」が「こぉす」と、ワ行音について「あわ」が「あぁ」と舌足らずのように聴取される場合。母音がしっかり発音されない例として、「しゅと」が「しと」と、「なの」が「なん」と、「せつぞく」が「せっぞく」と聴取される場合。「〜という」が「〜つ」と舌足らずのように聴取される場合。
歪み
置換にも省略にも分類されない、音が歪んで聞こえるもの。

## 機能性構音障害のタイプ
未熟構音
異常構音
側音化構音(呼気が左右に逸れて音価の歪んだもの)・声門破裂音(口内での破裂を声門での破裂で代替するもの)・鼻咽腔構音(口内での破裂や摩擦を口蓋帆と咽頭壁で代替するもの)・口蓋化構音(前舌での構音をより後部で代替するものである)・サ行の構音操作不良(不適当な舌の位置、形状によって正しい摩擦音が出ていないもの)・ラ行の構音操作不良 (前舌の位置または動作の不適当なものである)などがある。この種類の構音障害は他の種類と異なり、音声学的構音訓練で治癒すると言われている。

## 原因
機能性構音障害を生じる明らかな原因は特定できない。

## 評価
新版構音検査が用いられる。